# Хильхен, Давид
Дави́д Хильхен (латыш. Dāvids Hilhens; 9 ноября 1561, Рига — 4 июня 1610, Орисов) — политический деятель Ливонии, юрист, идейный вдохновитель и разработчик Северинского соглашения, частично примирившего горожан (членов Большой и Малой гильдий), рижский ратман.

## Карьера
Еврей по происхождению, Давид Хильхен, также имевший репутацию известного публициста, получал образование в Германии. В 1585 году, будучи представителем литератов, занял должность секретаря Рижского рата, представлявшего интересы высшего городского сословия (патрициата). В 1589 году получил пост городского синдика, что можно было воспринимать как существенное повышение по карьерной лестнице. Известно, что Хильхен был всесторонне образованным и эрудированным для своего времени человеком, он принимал участие в нескольких дипломатических миссиях, в которых зарекомендовал себя на высоком уровне. К тому же он свободно владел несколькими языками, что облегчало коммуникацию с иностранными дипломатами.

## Достижения
Давид Хильхен — автор Северинского соглашения, которое временно примирило две ожесточённо конфликтовавшие стороны — рижский рат и рижских бюргеров. Соглашение было заключено 26 августа 1589 года, фактически миротворческий проект Хильхена был реализован при посредничестве особой комиссии, созданной польским Сеймом.Этот важный договор положил конец шестилетним Календарным беспорядкам, лидерами которых были коллега Хильхена — представитель цеха литератов юрист и просветитель Мартин Гизе и зажиточный рижский виноторговец Бринкен. Однако восстание бюргеров, недовольных календарной реформой и политическим влиянием польских представителей, вскоре было подавлено благодаря тому, что Давид Хильхен, будучи официальным представителем Риги, инициировал секретные переговоры с великим гетманом Коронным Яном Замойским согласился открыть ворота города для «миротворческого» контингента войск. Далее последовали казнь зачинщиков волнений и заключение Северинского соглашения, в результате которого некоторые важные сословные привилегии бюргеров на долгое время были утеряны в пользу представителей магистрата, часть их политического влияния также была утрачена, что по принципу сообщающихся сосудов сказалось на увеличении привилегий ратманов.
Также благодаря общественной деятельности Хильхена в 1588 году в Риге была открыта первая типография, директором которой стал пионер рижского книгоиздательства Николас Моллин (1550—1625). На этой типографии печатались некоторые известные гравюры с панорамными урбанистическими изображениями Риги в разные времена. Особо примечательна гравюра «Рига в 1612 году», созданная немецким графиком Генрихом Тумом. В 1615 году в типографии господина Моллина был издан первый сборник церковных песен на латышском языке, чему также способствовало введение в лютеранских церквях богослужения и песнопений на латышском языке несколькими годами ранее. Этот сборник считается первой книгой, изданной на латышском языке — он получил традиционное название «церковной подручной книги».
Именно благодаря стараниям Хильхена в Риге была открыта первая книжная лавка, в которой систематически реализовывалась книжная продукция первой в истории страны типографии. Таким образом, Давид Хильхен стоит у истоков книжного дела в городе в самом широком смысле слова.
Также Хильхен во многом способствовал устройству новых рижских школ. Так, например, в 1585 году на территории бывшего монастырского Иоаннова подворья была открыта первая школа на латышском языке, которая получил название рижской школы Святого Иоанна. К тому же, Давид Хильхен собственноручно разработал свод правил, на основе которых впоследствии начал функционировать Рижский сиротский суд. Во многом благодаря дипломатической деятельности Хильхена внутри города была основана канцелярия при Рижском рате, которая могла своевременно реагировать на всевозможные жалобы городских жителей — тем самым было ликвидировано засилье бюрократов, активно чинивших препятствия жителям на пути отстаивания своих социальных интересов и прав. Вместо нескольких департаментов городского совета с лёгкой руки Давида Хильхена возник единый орган социального представительства при рате, устав которого также был им разработан. Наконец, среди важных достижений Хильхена следует назвать основание рижской консистории.
С полным основанием можно причислить Хильхена, активно занимавшегося публицистикой, к числу представителей реакционного литературного крыла рижских гуманистов. Он являлся своего рода одним из представителей Северного возрождения на территории Ливонии — идеологической основой его двадцатилетней деятельности была бескорыстная устремлённость к просвещению широких слоёв городского населения вне зависимости от их национальной принадлежности. В то же время Хильхен, с одной стороны, будучи персоналией эпохи Ренессанса, с другой стороны, являясь винтиком городской административной машины, стремился защищать интересы и рижского патрициата, а также представителей лифляндского дворянства, которое начало формироваться во второй половине XVI века. В этом заключается определённый парадокс исторической личности Давида Хильхена, который, имея врождённые дипломатические способности, на своей службе пытался добиться компромисса между всеми противоборствующими сторонами (немцами и латышами, католиками и лютеранами, бюргерами и ратом). Однако не всегда эти устремления оканчивались успешно.

## Устав крепостного права
Тем не менее одним из антидостижений Давида Хильхена можно считать разработанный им в 1599 году кодекс крепостного права, который определил (и оправдал) дискриминационное, практически бесправное положение латышских крестьян на несколько веков вперёд. Этот проект, заказанный ему ратманами, откровенно отстаивал интересы богатых остзейских землевладельцев. В начале XVII века этот проект так и остался нереализованным в связи с началом военных действий шведско-польской войны. В этот период (1601 — 1621 годы) латышские крестьяне и без того весьма страдали от произвола обеих армий, однако уже позже, в шведские времена, в период губернаторства известного шведского дипломата Класа Окесона Тотта этот проект был несколько ужесточён и принят с целым рядом поправок и оговорок. Таким образом, все юридические лазейки в нём были запаяны, так что во второй половине XVII латышские крестьяне оказались окончательно привязанными к земельному владению помещика.

## Ссылка
В 1601 году у Хильхена возник острый конфликт с ратом, которого не устраивала слишком «нерадикальная» и излишне гуманистическая общественная позиция Хильхена. В итоге рат одержал принципиальную победу, и Давид Хильхен был сослан из Риги в Речь Посполитую, в провинциальный городок, где и скончался в марте 1610 года. 